# Homero Alsina Thevenet
Homero Alsina Thevenet (* 6. August 1922 in Montevideo, Uruguay; † 12. Dezember 2005 ebenda), besser bekannt unter seinem Kürzel H.A.T., war ein uruguayischer Journalist, Filmkritiker und Schriftsteller.
Alsina Thevenet begann 1937 mit der journalistischen Tätigkeit und konzentrierte sich dabei zunächst auf den Bereich Filmkritiken. Er arbeitete für Cine Radio Actualidad, Marcha, die Zeitschrift Film und die Tageszeitung El País. Von 1965 bis 1976 lebte er in Buenos Aires. Als sich in Südamerika die politische Lage änderte, ging er nach Spanien und ließ sich von 1976 bis 1984 in Barcelona nieder. Anschließend kehrte er 1984 zurück in die argentinische Hauptstadt, wo er bis 1989 verblieb. In jenen Jahren war er für Panorama, Siete Dias, La Razón und Página/12 tätig. Seit 1989 hatte er dann in Montevideo die Position des Chefredakteurs der von ihm gegründeten El País-Beilage El País Cultural inne. Dies blieb er bis zu seinem Tod. Alsina Thevenet war zudem Autor und Co-Autor zahlreicher Bücher, die sich thematisch insbesondere mit dem Filmbereich auseinandersetzten. 1992 nahm er den Premio Cóndor de Plata entgegen. 2001 erhielt er seitens der Cámara Uruguaya del Libro (CUDL) die Legión del Libro.

## Veröffentlichungen
- Ingmar Bergman, un dramaturgo cinematográfico?? in Co-Autorschaft mit Emir Rodríguez Monegal (1964)
- Censura y otras presiones sobre el cine (1972)
- Crónicas de cine (1973)
- Violencia y erotismo in Co-Autorschaft mit S. Feldman und A. Mahieu (1974)
- Cine sonoro americano y los Oscars de Hollywood (1975)
- Chaplin, todo sobre un mito (1977)
- Textos y manifiestos del cine – in Co-Autorschaft mit Joaquim Romaguera (1980)
- Una enciclopedia de datos inútiles (1986)
- Segunda enciclopedia de datos inútiles (1987)
- Postdatas al mundo (1990)
- Desde la creación al primer sonido. Historia del cine americano/1 (1893-1930) (1993)
- Peleas y personajes (1999)
- Lo peor de Mondo Cane (2000)